# 공학용 계산기

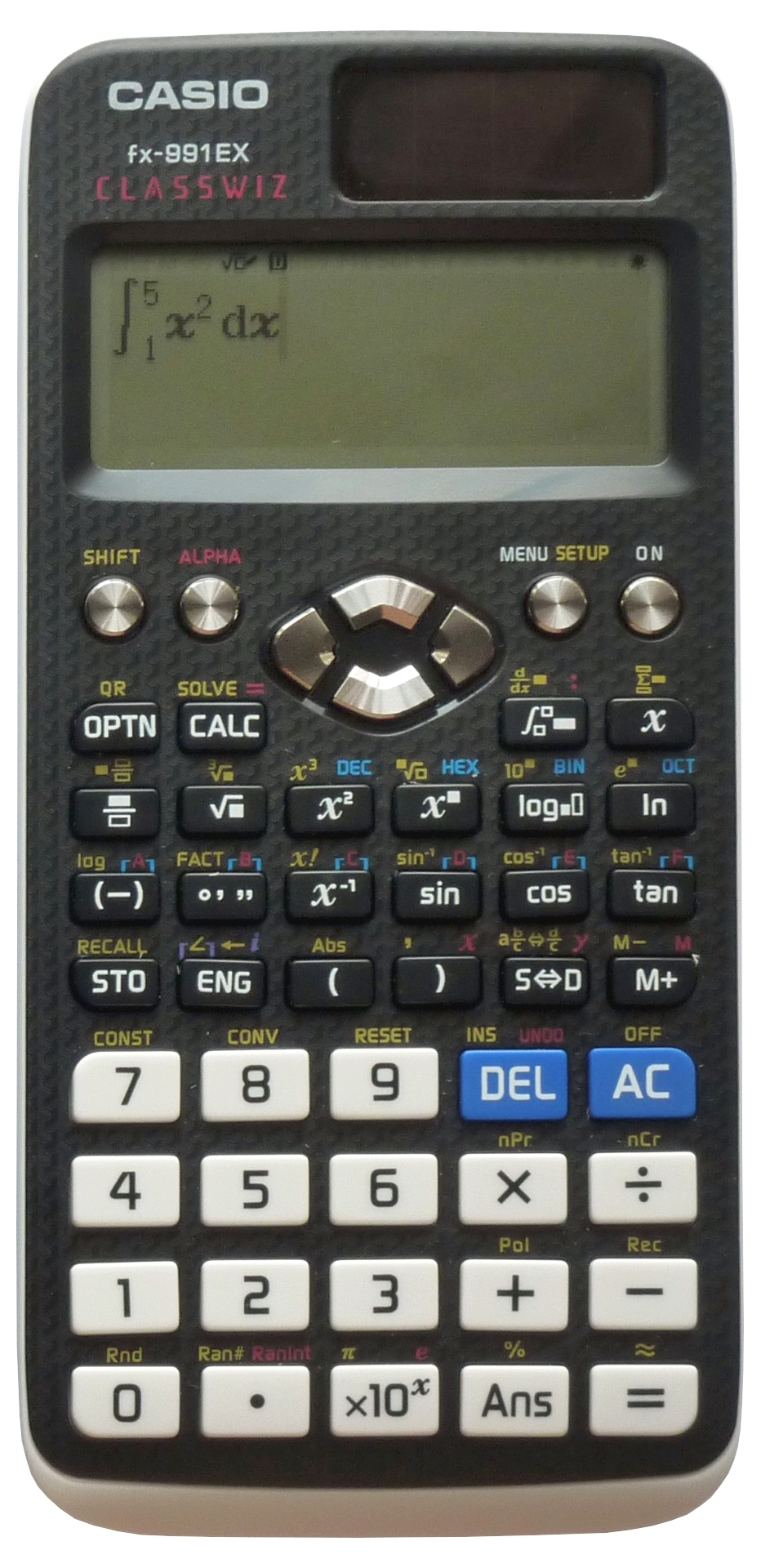
카시오 fx-991EX

공학용 계산기(工學用計算機, scientific calculator)는 전자계산기의 일종으로, 보통은 휴대가 가능하지만 그렇지 않은 제품도 있으며 과학, 공학, 수학의 문제를 계산하기 위해 설계되어 있다. 전통적인 분야에서 계산자를 거의 대부분 대체하였으며 교육 및 전문 분야에 둘 다 널리 사용된다.

## 역사
기초적인 모든 개념을 포함했던 최초의 공학용 계산기는 1968년에 출시되어 프로그래밍 가능한 휴렛 패커드의 휴렛 패커드 9100A였으나 왕(Wang) LOCI-2와 Mathatronics Mathatron은 나중에 공학용 계산기 디자인으로 식별되는 몇 가지 기능들을 포함하였다.

## 제조사
- 카시오(CASIO)
- 샤프(SHARP)
- TI
- hp

## 일반계산기
한편 최근에는 공학계산기보다 기능적인 면에서 간소화된 일반계산기들도 루트(제곱근,{\displaystyle {\sqrt {\Box }}}) 및 M(변수 저장 메모리)기능을 지원하고 있다.

## 같이 보기
- 카시오 V.P.A.M 계산기